# TV Prima
Prima Televize – czeska prywatna stacja telewizyjna. Kanał jest nadawany z Pragi. Jego właścicielem jest przedsiębiorstwo Prima FTV.
Dawniej nazwą FTV Premiéra, później Premiéra TV.
Kanał o nazwie Prima zakończył nadawanie 1 stycznia 2012. Tego samego dnia zastąpiła go nowa stacja, o bardziej „rodzinnym” charakterze – Prima family. Kanał wrócił jednak do swojej poprzedniej nazwy 1 sierpnia 2013.